# Equivalencia dinámica y formal
Equivalencia dinámica y formal son dos técnicas de traducción. Para los Estudios de Traducción, la equivalencia es un concepto central, con aproximaciones distintas: algunos teóricos como Catford, Nida y Toury definen la traducción con base en la equivalencia. Por otro lado, otros académicos como Snell-Hornby y Gentzler rechazan el concepto por considerarlo dañino o irrelevante. Refiere, de manera muy general, a la relación que se establece entre un texto fuente y un texto meta que hace que se reconozca como una traducción, aunque el concepto se ha revisado desde diferentes perspectivas y presente problemáticas (como la circularidad traducción-equivalencia).
La equivalencia dinámica (también conocida como equivalencia funcional) intenta comunicar la idea expresada en el texto base (si es necesario, a costo de la literalidad, orden original de las palabras, la voz gramatical del texto base, etc.), mientras la formal intenta traducir el texto palabra por palabra (si es necesario, a costo de la expresión natural en el idioma final). Las dos técnicas representan un énfasis, respectivamente, de legibilidad o de fidelidad literal al texto base. Sin embargo, no hay en realidad una línea fija entre equivalencia dinámica y formal. Grosso modo, las dos representan un espectro de técnicas traductoras.
Los términos «equivalencia dinámica» y «equivalencia formal» son asociados con el traductor Eugene Nida, y fueron originalmente denominados para describir diferentes maneras de traducir la Biblia, pero las dos técnicas son aplicables a cualquier traducción.

## Teoría y práctica
Debido a que la equivalencia dinámica evita la adherencia estricta al texto original a favor de un texto más natural en el idioma destinatario, a veces se usa cuando la legibilidad de la traducción es más importante que la preservación de las palabras originales. Entonces una novela podría ser traducida con mayor equivalencia dinámica para que se lea más natural, mientras en la diplomacia el significado preciso original será la consideración mayor, favoreciendo mayor adherencia a la equivalencia formal. La traducción formal completamente no ambigua de obras grandes es más una meta que una realidad, aunque no sea más que porque un idioma pueda contener una palabra para un concepto que no tiene un equivalente directo en el otro idioma. En tales casos podría usarse una traducción dinámica o crear un neologismo para representar el concepto (a veces por tomar una palabra del idioma base). Cuanto más difiera el idioma base del final, más difícil será entender una traducción literal. Sin embargo, la equivalencia formal puede a veces dejar que los lectores vean cómo el significado fue expresado en el texto original, preservando más trasparentemente modismos, aparatos retóricos (como estructuras quiásticas en la Biblia hebrea), y dicción.

## Traducción bíblica
El concepto de equivalencia dinámica, aplicado en traducción bíblica, fue desarrollado especialmente por el lingüista Eugene Nida. Diversos traductores de la Biblia han usado diferentes técnicas para traducirla al inglés, variando de un uso de equivalencia formal extrema, al uso extremo de equivalencia dinámica.

## Traducciones paradigmáticas

### Equivalencia formal
- Traducciones de la Biblia al español:
  - Biblia de Jerusalén y sus revisiones
  - Biblia Reina-Valera, y sus revisiones de 1909 y 1960
  - Biblia Nácar-Colunga
  - Sagrada Biblia Cantera-Iglesias
  - Biblia Torres Amat
  - Biblia Platense
  - La Biblia de las Américas
- Traducciones de la Biblia al inglés:
  - Revised Standard Version
  - New Revised Standard Version
  - Biblia del Rey Jacobo
  - Biblia Douay–Rheims
  - Biblia de Jerusalén y sus revisiones

### Equilibrio entre equivalencia dinámica y formal
- Traducciones de la Biblia al español:
  - Biblia de Navarra
  - Nueva Versión Internacional(NVI)
  - La Biblia. Traducción del Nuevo Mundo (2019) (NWT)
- Traducciones de la Biblia al inglés:
  - New American Bible
  - New International Version
  - Biblia de Knox

### Equivalencia dinámica
- Traducciones de la Biblia al español:
  - Nueva Traducción Viviente (NTV)
  - Biblia Dios Habla Hoy (Versión Popular)
  - La Biblia de Nuestro Pueblo
  - Traducción en Lenguaje Actual
  - Biblia Latinoamericana

- Traducciones de la Biblia al inglés:
  - Good News (antiguamente «Versión inglesa de hoy» o Versión Popular en Inglés)
  - The Message (El Mensaje)